# Maurice Schwaab
 (octobre 2023).
- Si vous ne connaissez pas le sujet, laissez ce bandeau (vous pouvez alors contacter les auteurs).
- Si vous supprimez le contenu mis en cause (vous pouvez préalablement contacter les auteurs),

argumentez précisément cette suppression dans la page de discussion
(un manque de référence n'est pas un argument ; une recherche réelle de référence doit avoir été effectuée, être formellement documentée).
 (mai 2018).
Maurice Schwaab, né à Paris le 12 octobre 1888, et mort à Saint-Ouen l'Aumône le  24 mars 1953, est un compositeur, pianiste et organiste français.

## Biographie
En 1904, il est reçu dans la classe de Philipp, puis de Risler. En 1907, il obtient le 2e accessit derrière Yves Nat, puis en 1908 le 1er accessit.
Il entre en 1909 dans la classe d'harmonie de Monsieur Taudou et commence à se faire entendre comme pianiste virtuose en public, surtout aux concerts Touche. Il donne son premier concert à la salle Gaveau en février 1912 avec l'orchestre Lamoureux sous la direction de Camille Chevillard. En 1914, toujours avec l'orchestre Lamoureux, il joue la fantaisie pour piano et orchestre de Widor sous la direction de l'auteur.
En même temps que ses concerts, il consacre une grande part de son activité artistique au professorat. Dès 1913, il donne des cours de Littérature Musicale Pianistique, sortes de concert conférence qu’il affectionnera toute sa vie. Cette année-là, pendant douze séances, il joue les œuvres des clavecinistes italiens, anglais, français, les maîtres de la fugue, de la sonate des romantiques et de ses contemporains tout en commentant l’évolution du style. De plus, il commence à faire connaître ses premières pièces pour piano.
Avant la Première Guerre mondiale, il contribue à faire connaître la musique française en Allemagne, en particulier Debussy, Ravel, Duparc et Chausson.
Mobilisé en 1914, la guerre 14-18 arrête brutalement sa carrière de virtuose, ce qui explique l'absence d'enregistrements. Il a également pris part aux combats de la Première Guerre mondiale dans plusieurs régiments d'artillerie. En 1918, il succède à son père comme organiste à l'église Notre-Dame-d'Auteuil et obtient le poste de pianiste et de chef d’orchestre à la Radio de la tour Eiffel. Il continue, toujours à Paris, à donner des concerts comme pianiste
.
En octobre 1925, pour des raisons de santé de son épouse et de l’un de ses enfants, il se retire à Saint-Ouen-l'Aumône. Il consacre sa vie au professorat (cours privés et à l'école Saint-Martin de Pontoise) et mène une activité musicale sur Pontoise : création du Cercle Symphonique en 1928, directeur de l'école de musique municipale lors de sa création en 1933 et nombreux concerts.
La Guerre en 1939 arrête toutes ces activités sauf le professorat à l’école Saint-Martin de Pontoise, les cours particuliers et quelques rares concerts. Il continue de composer.
Les dernières années de sa vie sont difficiles à la suite d'une attaque d'hémiplégie en 1950.
Il meurt chez lui le 24 mars 1953 d'une embolie
.

## Œuvres
Pour piano
- Valse en Sol 1913, Nocturne, 1914, Impromptu, 1915
- 3 valses brèves (Indifférence, Capricieuse, Espièglerie), 1915
- En Avernie bourrée, 1922
- Mélodie en Ut, 1922
- 4 pièces pour piano Colombinade : Menuet, Beltrane-Rigaudon, Valse, Gianduja-Tambourin, 1922
- Impressions mystiques (transcription pour piano), 1922
- Chasse, 1923
- Impressions mystiques (transcription pour piano, 1923
- Premières notes (4 mains), 1923
- Avec Maman (4 mains), 1924
- Berceuse, 1925
- Menuet, 1925
- Caprice en Si Majeur, 1925
- Sonate pour piano seul en fa dièse mineur, 1925
- Ronde (4 mains), 1926
- Sérénade, 1927
- Romance, 1927
- Étude, 1927
- Au temps d'Haydn, 1927
- Soir d’hiver, 1930
- Chez Mozart, 1931
- Lied, 1935
- Ballet chinois, 1935
- Menuet en si bémol, 1936
- Prière, 1937
- Premiers souhaits, 1937
- Sous les arbres par temps de pluie, 1939
- Exode, 1940
- En récitant l'Angélus, 1941
- Patrouille, 1941
- Isabella Valse, 1947
- Sur le coteau, 1949
- Kathy Valse
- Méditation, 1951
- Pièce inachevée en ut mineur, 1953

Pour orgue
- Entrée
- Pour l’Avent
- Offertoire
- 2e offertoire
- Carillon
- Choral
- Élévation
- Lied (Communion)
- Entrée funèbre
- En forme de Carillon
- Marche
- Sortie

Musique de chambre
- Sonate pour piano et violon, 1930
- Sonate pour piano et violoncelle, 1930
- Quatuor à cordes en sol

Œuvres pour orchestre
- La méprise romanesque, 1934
- Jeux d’enfants
- Romance pour violon et orchestre
- Impression mystique
- Variations en fa# mineur

Œuvres religieuses
- Ave Maria pur chœur, 1919
- Messe brève pour 4 voix mixtes, 1927
- Oratorio : Gethsémani pour chœur, orgue, soprano, alto, ténor, basse et orchestre, 1934
- Cantate : le sourire de Notre-Dame, 1938
- O Salutaris, 1938
- Ave Maria pour chant et orgue, 1940
- Messe en Si, chant et orgue, 1942
- Messe en l’honneur de Notre-Dame, 1947
- Ave Maria
- Panis Angelicus
- Messe de Noël
- Berceuse de l’Enfant Jésus
- Messe en l’honneur de la Bienheureuse Vierge
- La manifestation de l’Enfant Jésus

Mélodies
- Amour peut-être ?, texte de Rosset, 1913, édité chez Jaubert
- Évasion, texte de Tallio, 1937
- Au mois de Mai, texte de Mauge, 1937
- Le petit Chaperon Rouge
- Le papillon
- Diane et minet
- Le procès du moineau
- La revanche de Dame Belette
- Clos tes grands yeux
- L’étourdi petit Page
- En chantant dans les vignes, 1937
- Berceuse pour la belle au bois dormant, texte de Tallio  1948
- Au soldat inconnu, 1931
- Tire-lirette

Opérettes
- Fiançailles printanières, 1929
- La meilleure fée
- La petite sœur
- Le corbeau et le renard
- Jeanne d’Arc : poème lyrique